# Prostor elementárních jevů
Prostor elementárních jevů nebo výběrový prostor je v teorii pravděpodobnosti množina {\displaystyle \Omega } všech možných výsledků náhodného pokusu.
Každý prvek této množiny {\displaystyle \omega \in \Omega } se nazývá elementární jev. Prostor elementárních jevů se nazývá diskrétní, pokud je množina {\displaystyle \Omega } konečná nebo spočetná. Ne každý prostor elementárních jevů je diskrétní, a pokud pozorované výsledky (které nelze nazývat náhodné jevy) jsou reálná čísla nebo body v souřadnicovém prostoru, prostor se nazývá spojitý (kontinuum). Prostor elementárních jevů {\displaystyle \Omega } společně s algebrou událostí {\displaystyle {\mathcal {F}}} a pravděpodobností {\displaystyle \mathbf {P} } tvoří trojici {\displaystyle (\Omega ,{\mathcal {F}},\mathbf {P} )}, která se nazývá pravděpodobnostní prostor.

## Elementární jev
V teorii pravděpodobnosti jsou elementární jevy takové výsledky náhodného pokusu, že při pokusu nastane pokaždé právě jeden. Množina všech elementárních jevů se obvykle označuje {\displaystyle \Omega }.
Každá podmnožina množiny elementárních událostí {\displaystyle \Omega }, se nazývá náhodný jev. Říkáme, že výsledkem náhodného pokusu byl náhodný jev {\displaystyle A\subset \Omega }, pokud (elementární) výsledek pokusu je prvkem {\displaystyle A}.
V definici pravděpodobnostního prostoru na množině náhodných jevů se zavádí konečná sigma-aditivní míra nazývaná pravděpodobnostní funkce.
Formálně jsou elementární jevy podmnožinami prostoru výsledků náhodného pokusu, které obsahují pouze jediný prvek. Pro zjednodušení se však jako elementární jevy mohou považovat pouze jednotlivé prvky.

## Příklady
Příklady prostorů {\displaystyle \Omega } výsledků náhodných pokusů a elementární jevů:
- Pokud jsou objekty spočetné a prostorem elementárních jevů je množina přirozených čísel {\displaystyle \Omega =\{0,1,2,3,...\}=\mathbb {N} }, pak elementárním jevem je každá jednoprvková množina obsahující přirozené číslo: {\displaystyle \{k\}}, kde {\displaystyle k\in \mathbb {N} }.
- Pokud uvažujeme dvojici hodů mincí, pak {\displaystyle \Omega =\{HH,HO,OH,OO\}}, kde {\displaystyle H} je hlava, a {\displaystyle O} orel, elementární jevy jsou: {\displaystyle \{HH\},\{HO\},\{OH\}{\text{ a }}\{OO\}}.
- Je-li {\displaystyle X} náhodná veličina s normálním rozdělením a {\displaystyle \Omega =\{-\infty ,\infty \}} (množina reálných čísel), pak elementárním jevem je každá jednoprvková množina {\displaystyle \{x\}}, kde {\displaystyle x\in \mathbb {R} }. Tento příklad ukazuje, že spojité rozdělení pravděpodobnosti neudává pravděpodobnosti elementárních jevů, protože v tomto případě jsou pravděpodobnosti všech elementárních jevů nulové.